# 장발

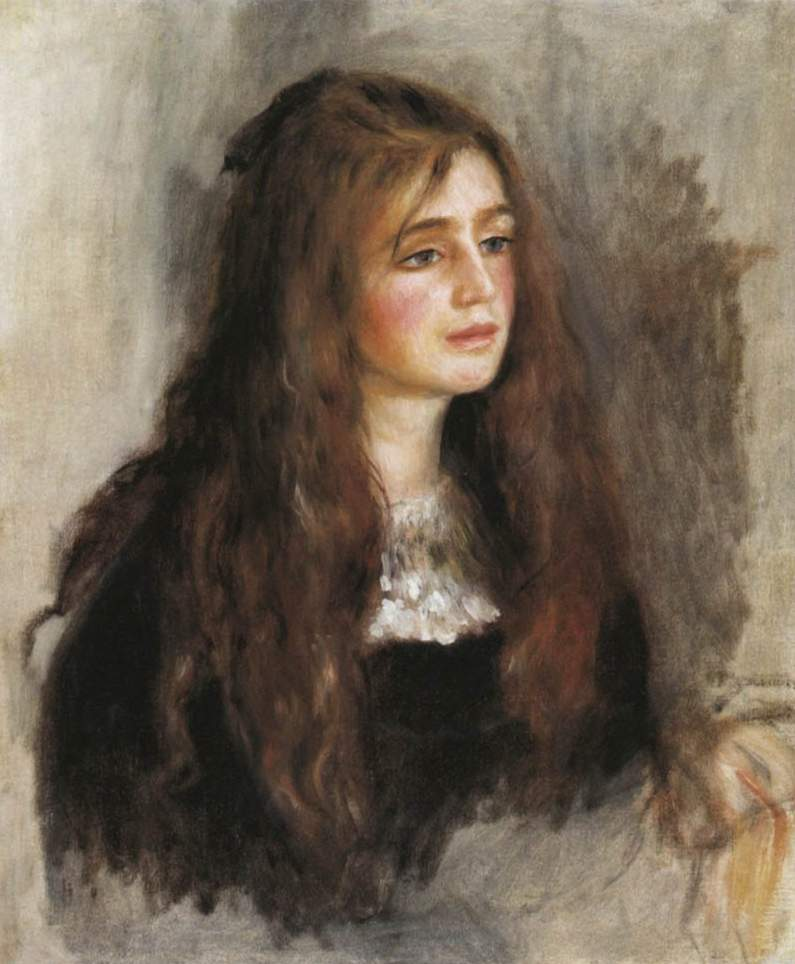
르누아르가 1894년에 그린 쥴리 마네의 초상화

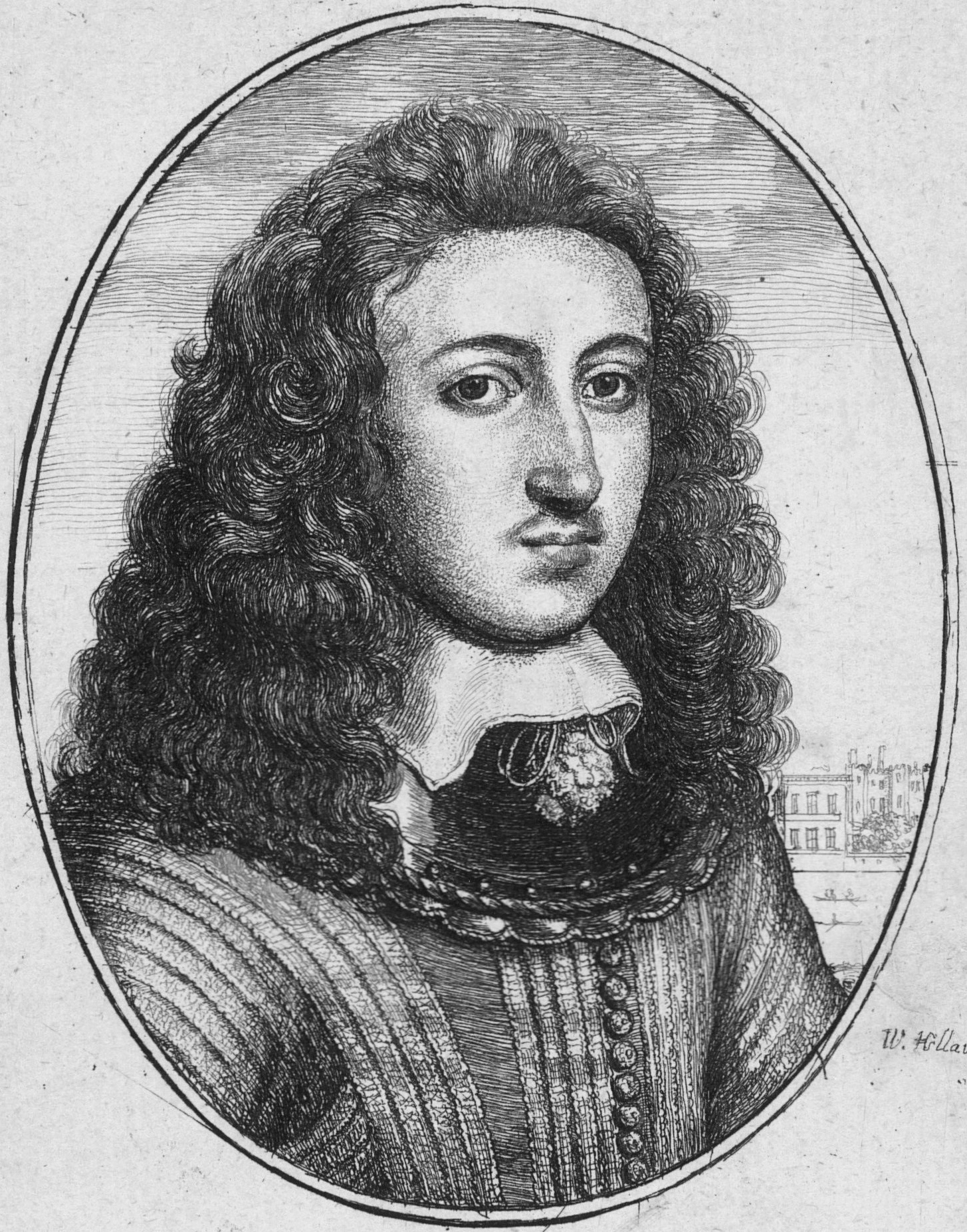
어깨 길이의 머리카락을 가진 장발의 남성, 1599

장발(長髮, Long hair)은 헤어 스타일의 한 종류로 머리카락이 상당한 길이로 자라면 일반적으로 장발이라고 한다. 문화권에 따라서 장발의 의미는 바뀔 수 있는데, 어떠한 문화권에서 턱 길이의 머리카락을 가진 여성을 단발이라고 할 수 있지만, 턱 길이의 머리카락을 가진 남성을 장발이라고 할 수 있다.
일반적으로 단발의 남성은 군대나 교도소와 같이 사회의 통제 아래에 있는 것으로 인식되며, 그와 대조적으로 장발의 여성은 대다수의 문화권에서 매력적으로 평가된다.

## 생물학적 중요성
인간, 말, 오랑우탄, 사자 등은 머리카락이나 갈기를 매우 길게 기를 수 있는 몇 안 되는 포유류 종에 속한다. 인류는 약 250만~300만 년 전, 숲에서 사바나로 서식지를 옮기며 체모 대부분을 상실한 것으로 여겨진다. 이는 자연선택의 결과로, 체모가 줄어듦에 따라 더운 기후에서도 과열되지 않고 장시간 달릴 수 있게 되었고, 이는 사냥과 생존에 유리하게 작용했다.
그러나 머리카락은 예외적으로 남았으며, 생존에 유리한 특성으로 간주된다. 두피를 태양으로부터 단열하고 자외선으로부터 보호하며, 땀이 머리카락을 적신 후 증발하면서 냉각 효과를 주기 때문이다.
직모가 자라나는 능력은 적도에서 떨어진 일조량이 상대적으로 적은 지역에 사는 호모 사피엔스의 일부 집단에서 나타난다. 곱슬거리는 아프로 텍스처 헤어에 비해 직모는 더 많은 자외선을 두피에 통과시킬 수 있어, 이는 뼈 발달에 중요한 비타민 D 합성에 유리하다.
아주 긴 머리카락이 자라는 능력은 성선택(sexual selection)의 결과일 가능성도 제기된다. 건강하고 윤기 나는 긴 머리카락은 생식 능력의 신호로 작용할 수 있기 때문이다. 진화생물학적 관점에서는 머리카락의 길이와 상태가 젊음과 건강을 나타내는 지표로 작용하며, 이는 곧 가임력을 의미한다. 머리카락은 천천히 자라므로, 장발은 해당 개인의 지난 2~3년간의 건강 상태, 영양 상태, 나이, 생식 건강 등을 간접적으로 드러낸다. 영양 결핍이나 기아로 인한 무기질·비타민 부족은 탈모나 모발 색 변화(예: 검은 머리카락이 붉게 변함)를 유발할 수 있다.

## 심리적 중요성
인류학자들은 머리카락이 길게 자라는 기능적 의의가 장식적 목적에 있을 수 있다고 본다. 이는 체모 대부분이 사라진 이후, 부차적인 자연선택의 결과로 나타난 특성일 가능성이 있다. 또 다른 가설은, 긴 머리카락이 피셔식 성선택(Fisherian runaway sexual selection)의 결과일 수 있다는 것이다. 윤기 있고 풍성한 머리카락은 건강함을 드러내는 시각적 신호로 작용하기 때문이다. 다만, 일부 집단이나 개인에게는 짧은 머리카락이 오히려 선호되는 특성일 수도 있다.
생후 7~9개월 무렵이 되면 영아는 머리 길이, 목소리 톤, 얼굴 특징 등을 바탕으로 남녀를 구분할 수 있게 된다.

## 문화적 의미
생활 방식이 비교적 엄격하다고 여겨지는 군인 생활이나 종교적 수행과 같은 경우에는 머리 길이에 대한 명확한 규칙이 존재하는 경우가 많다. 예를 들어, 불교 승려는 종교 의식의 일환으로 머리를 삭발한다. 반면, 현대 이교도나 히브리 성경의 나지르인(대표적으로 삼손), 시크교도들처럼 종교적 이유로 머리를 기르는 남성들도 있다.
한편, 일부 문화에서는 남성의 장발을 부정적으로 보기도 했다. 역사적으로 정복자들이 피정복민의 긴 머리를 그들의 '이질성'이나 '열등함'을 상징하는 요소로 삼은 사례도 있다. 중세 스페인에서는 무어인을, 영국 지배하의 아일랜드에서는 게일계 아일랜드인을 그렇게 여긴 적이 있다.
동아시아 문화에서는 여성의 흐트러진 머리 모양을 책임감 없는 태도의 상징으로 보아왔다. 전통적으로 여성은 말총머리, 땋은 머리, 쪽진 머리 등으로 머리를 단정히 묶는 것이 당연시되었으며, 이는 곧 책임감의 표현이기도 했다.

## 관리 및 손질
머리카락은 보통 한 달에 약 1cm, 1년에 약 10~15cm 자란다고 알려져 있으며, 짧은 머리 길이에서 허리까지 기르려면 약 5년 정도 걸린다. 이때 머리끝 부분은 5년 전에 자란 것이기 때문에, 기르는 기간이 길어질수록 머리끝이 건조해지거나 갈라지고 끊어지는 등 손상이 생기기 쉽다. 짧은 머리처럼 비교적 짧은 기간에 잘라 새 머리로 바뀌는 것이 아니기 때문에, 긴 머리를 가진 사람은 머리를 아름답게 유지하기 위해 꾸준한 관리가 중요하다.
현대에는 긴 머리에만 국한하지 않고, 머리카락과 두피를 청결히 유지하기 위하여 샴푸와 린스를 사용하는 것이 일반적이다. 세척 후 건조하기 전에 수건으로 물기를 부드럽게 제거한 뒤 머리를 말리면, 빗질할 때에도 훨씬 부드럽고 편안하다.

## 헤어 스타일링
헤어 드라이어, 헤어 브러시, 헤어 아이론, 스타일링 제품 등을 사용하여 머리 모양을 만든다.

### 별로 손대지 않는 경우
긴 머리 스타일링은 크게 두 가지로 나뉜다. 머리를 묶지 않는 경우에는 곧게 뻗은 긴 생머리의 아름다움을 살리는 ‘스트레이트 롱’과 펌을 해서 ‘웨이브 롱’으로 하는 경우가 있다.
또한 긴 머리(및 미디엄 길이)의 아래쪽만 웨이브를 준 ‘아래쪽 펌’ 스타일도 있다. 아래쪽 펌은 웨이브의 강도와 방향에 따라 느낌이 달라져, 살짝 안쪽으로 말거나 강하게 바깥쪽으로 말리는 등 다양한 연출이 가능하다.

### 컷트가 수반되는 경우
스트레이트 헤어에서는 보브컷처럼 앞머리와 옆앞머리를 양쪽 뺨에 닿을 정도로 길게 자르고 정돈한 경우를 ‘히메컷’ 또는 ‘프린세스컷’이라고 부르기도 한다. 다만, 이 스타일을 한 여성은 소수이며, 주로 애니메이션이나 만화 속 가상의 인물이나 패션쇼 모델 등에서 간혹 볼 수 있다.
앞머리만 짧게 자르거나 일자 앞머리로 하고 옆머리와 뒷머리를 길게 기르는 스타일과, 앞머리부터 전체를 길게 기르는 스타일이 있다. 이 두 가지에는 특별한 구분 명칭이 없지만, 전체 길이를 같은 길이로 맞춰 자른 경우에는 ‘원랭스 컷’이라고 부르기도 한다.

### 묶는 경우, 고정하는 경우
긴 머리는 그 길이 때문에 다양한 스타일을 즐길 수 있지만, 스타일을 유지하기는 어렵다. 그래서 리본이나 머리끈 등을 사용한 포니테일, 트윈테일 같은 묶는 스타일이 생겨났다. 예전에는 머리꽂이를 사용한 스타일도 있었는데, 지금도 한복과 함께 많이 쓰인다. 또 머리띠(헤어밴드), 머리핀 같은 장식품으로 머리를 고정하는 스타일도 있다.
‘앞머리만 다듬거나 짧게 하고 옆과 뒤 머리를 길게 기르는 스타일’에는 특히 머리띠가 잘 어울려 자주 사용된다.
또 긴 머리 끝부분만 리본 등으로 묶는 스타일도 있다. 이때 머리를 한꺼번에 묶기도 하고, 끝부분만 두 갈래로 나누어 묶기도 한다. 따로 이름은 없는 편이며, 고풍스러운 느낌을 준다.
아무것도 하지 않은 상태에서 윗머리(뒷머리 윗부분)만 올려 묶는 하프업 스타일이 있다. 이는 길게 늘어지는 머리와 포니테일 스타일이 합쳐진 우아한 느낌의 스타일이다.
뒤머리를 자연스럽게 기른 상태에서 양쪽 옆머리를 뒤로 넘겨 하나로 묶고, 윗머리만 올려 묶는 스타일도 있다. 하프업 상태에서 옆머리를 뒤에서 하나로 모으는 형태다. ‘아가씨 묶음’이나 ‘하프 포니테일’이라고 부르기도 하지만, 일반적으로 정해진 이름은 없다. 아가씨 묶음에는 이 스타일 외에도, 옆머리를 돌려 뒤에서 땋는 등 변형된 스타일을 포함하기도 한다. 옆머리를 뒤로 넘기는 스타일은 오피스에서 데스크워크할 때 긴 머리가 방해되지 않도록 하려는 용도로도 사용된다. (예를 들어, 긴 웨이브 헤어를 푼 상태에서는 볼륨이 너무 많거나 퍼질 수 있기 때문이다.)
또 긴 머리를 묶어 옆이나 뒷머리 부분에서 둥글게 만든 ‘시니용’ 스타일도 있다.

### 땋는 경우

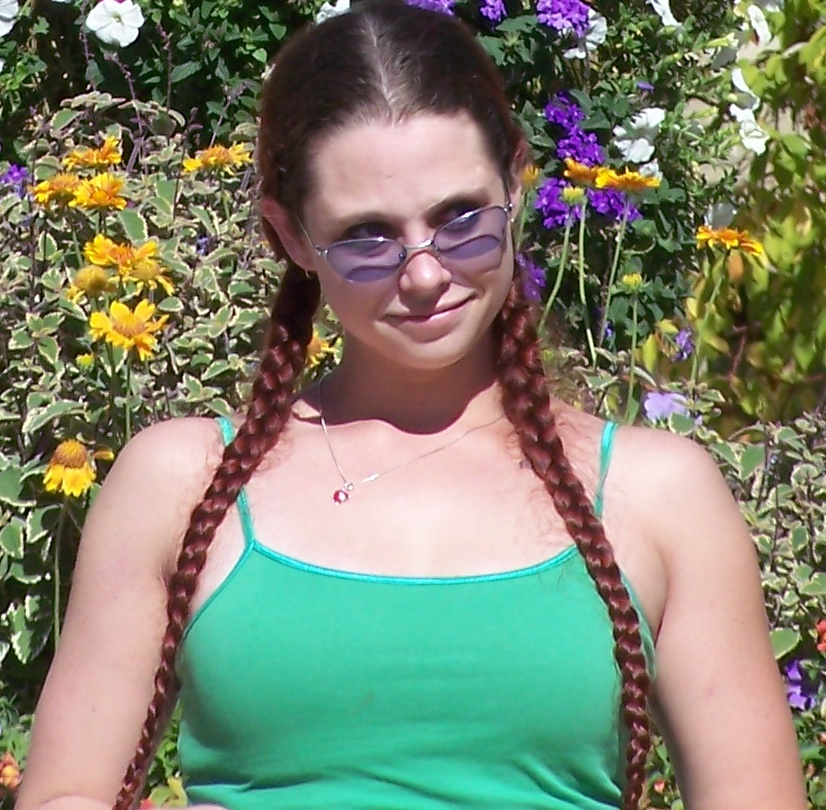
캐나다 여성의 땋은 머리.

세 가닥 땋기를 이용해 뒤쪽 낮은 위치에 하나 또는 두 개의 땋은 머리가 있을 경우, 이를 ‘오사게(두 가닥 또는 세 가닥 땋기)’, ‘하나 땋기’ 등으로 부른다. 세 가닥 이상으로 땋기를 구성하는 경우는 드물지만, 일부 민족에서는 이것이 공식적인 머리 스타일인 경우도 있다. 또한 조선 등에서는 고리 모양으로 땋는 스타일도 있다. 깔끔한 땋기를 하려면 익숙해져야 하며, 처음에는 땋는 부분이 고르지 못할 수 있어 시간을 들여 정성스럽게 땋으면서 뿌리부터 끝까지 일정한 방법을 익히는 것이 중요하다.
땋는 방식에 따라 두 가닥 땋기를 ‘피쉬테일(Fishtail braid)’ 또는 ‘피쉬본(Fishbone)’이라고 부른다. 이름은 땋은 모양이 물고기 뼈를 닮았기 때문이다.
굵은 땋기는 ‘브레이드(braid)’, 가는 땋기는 ‘콘로우(Cornrow)’라고 부른다. 또한 세 가닥, 네 가닥 땋기는 ‘플레이트(Plait)’라고도 한다.

## 머리카락 길이

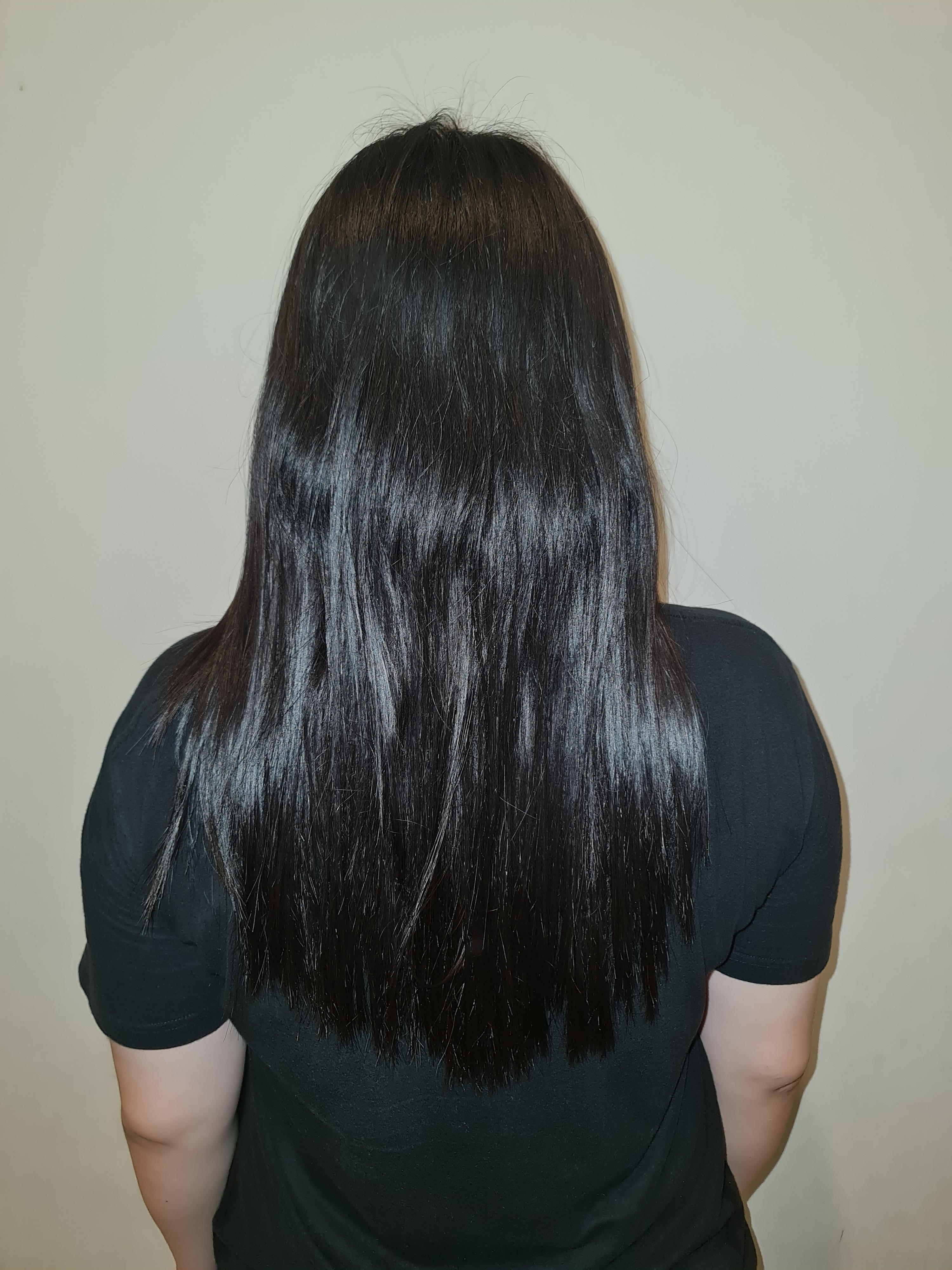
등 중간 길이의 머리카락을 가진 인도네시아 청소년 여자아이

머리카락 길이는 보통 이마의 모발선에서 시작하여 두개골의 가장 높은 지점을 지나 머리카락 끝까지를 센티미터 또는 인치 단위로 측정한다. 경우에 따라 정수리부터 측정하기도 하는데, 이 방식은 평균적으로 약 10센티미터 정도 짧은 수치를 낸다.
미용 분야에서는 머리카락의 끝이 도달하는 신체 부위에 따라 길이를 구분한다. 대표적인 기준으로는 턱선 길이, 어깨 길이, 등 중간(어깨뼈 아래) 길이, 허리 길이, 엉덩이 길이, 클래식 길이(엉덩이 윗부분, 즉 허벅지 상단까지), 허벅지 길이, 무릎 길이, 발목 또는 바닥 길이 등이 있다.
머리카락은 일반적으로 어깨 길이까지 도달하는 데 약 2년이 걸리며, 허리 또는 엉덩이 길이까지 기르는 데는 약 7년이 소요된다. 이 수치는 간헐적인 다듬기를 포함한 것으로, 대부분의 사람들에게 이마에서 약 80~90센티미터 정도의 길이에 해당한다.

### 최대 머리카락 길이
최대 머리카락 길이는 영아(1세 미만)의 경우 약 15센티미터, 어린이는 약 60센티미터, 성인은 일반적으로 약 100센티미터 정도이다. 그러나 일부 개인은 이보다 훨씬 긴 머리카락을 기를 수 있으며, 150센티미터 이상의 머리카락 길이는 장발 대회에서 자주 관찰된다. 세계에서 가장 긴 머리카락 기록은 시에 치우핑(Xie Qiuping)이 2004년 5월에 세운 5.627미터에 이른다.
최대 머리카락 길이는 개인별 성장기(아나겐)의 길이에 따라 결정된다. 허리 길이 이상의 머리카락을 기를 수 있는 사람은 성장기가 긴 경우에 한정된다. 성장기는 보통 2년에서 7년까지 지속되며, 일부는 이보다 더 길게 유지되기도 한다. 성장기 이후에는 전환기(카타겐)와 휴지기(텔로겐)라는 비교적 짧은 기간이 따른다. 머리카락 전체 중 약 85%는 언제나 성장기에 있다.
인간의 머리카락 주기에 영향을 미치는 섬유아세포 성장 인자 5(FGF5) 유전자가 있다. 이 유전자를 차단하면 머리카락 성장 주기가 연장되어 탈모가 줄고 모발 성장이 촉진된다. 예를 들어, FGF5를 차단하는 한방 추출물을 두피에 바르면 이러한 효과를 기대할 수 있다.

## 종교적 관점

### 유대교
구약성서에서 나지르인들은 하나님에 대한 헌신을 나타내기 위해 오랜 기간 머리를 자르지 않았다. 그중 대표적인 인물이 삼손으로, 그의 힘은 머리카락을 자르지 않은 데서 비롯되었으며, 머리카락을 ‘일곱 가닥’으로 길게 기른 것으로 묘사된다.
엄격한 정통 유대교에서는 남성들이 옆머리 부분의 머리카락은 자르지 못하도록 금하지만, 그 외의 머리카락은 원하는 대로 관리할 수 있다. 또한, 애도 기간에는 머리를 자르는 것을 금지한다. 신명기 14장 1절에서는 죽은 이를 애도하는 동안 머리카락을 제거하는 행위를 금지하고 있다.

### 이슬람교
과거 베두인 무슬림들은 머리를 길게 땋는 경우가 많았으나, 서구의 영향으로 인해 이러한 풍습과 인식이 변화하였다. 현재 베두인들 사이에서는 긴 머리를 유지하는 경우가 적다. 북아프리카의 이집트와 같은 이슬람 국가들에서는 남성의 긴 머리를 현대주의적 태도로 보기도 하며, 이집트 경찰은 이를 사탄적이며 이교도의 징후로 간주하기도 하였다.
무함마드는 《사히흐 무슬림》에서 어깨와 귓불까지 머리카락이 길었다고 묘사된다. 가장 신뢰받는 하디스 모음집인 《사히흐 부카리》 역시 예수(이사)를 예로 들며 이를 뒷받침한다. 무함마드는 예수를 “귓불에 닿을 정도로 긴 머리카락을 가진 이”로 묘사하기도 하였다. 《말릭의 무와타》 51.2.6에서는 아부 카타다 알-안사리가 무함마드에게 “어깨까지 내려오는 머리카락이 많은데 빗질을 해도 되겠습니까?”라고 묻자, 무함마드는 “그렇다, 그리고 머리를 소중히 여기라”고 대답하였다. 아부 카타다는 때로 하루에 두 번 머리에 기름을 발랐는데, 이는 무함마드가 머리를 소중히 여기라 하였기 때문이다.
여성에 관해서는, 코란이나 순나(무함마드의 언행 기록)에서 여성의 머리카락을 자르는 것을 금지하는 명확한 언급은 없다. 하디스에는 남녀가 서로의 복장을 모방하지 말라는 내용이 있으며, 이를 근거로 많은 학자들은 여성이 무함마드의 머리카락 길이보다 더 길게, 즉 어깨를 넘는 길이로 머리를 기르는 것이 바람직하다고 해석한다. 무함마드의 머리카락 길이는 어깨와 귓불 사이였기 때문이다.
또한, 일부 하디스에 따르면 여성은 사망 시 신체의 ‘아우라(가려야 할 부분)’를 덮기 위해 가슴을 가릴 만큼 충분히 긴 머리카락을 길러야 한다고 한다. 이는 장례 시 옷이 없는 경우 머리카락으로 몸을 가리기 위한 목적이다.
한편, 일부 무슬림 사회에서는 남녀의 외모 차이를 분명히 하는 것이 중요하다고 여겨 남성의 긴 머리를 반대하는 경우도 있다. 대체로 이러한 문화권에서는 여성은 긴 머리를 유지하고 남성은 짧은 머리를 권장한다. 아프가니스탄의 탈레반은 남성의 긴 머리를 서구의 영향으로 간주하고 체포 및 강제 이발로 처벌했는데, 이는 무함마드의 순나와는 상반된 행위이다. 이라크의 일부 이슬람주의자들도 유사한 조치를 취했다. 그럼에도 탈레반 소속 메수드 부족의 일부 인물들은 긴 머리로 유명하다. 사우디 출신 이슬람 전사 아미르 카탓도 긴 머리로 잘 알려져 있다. 카즈나자니와 같은 일부 수피교단의 데르비시는 의식 중에 긴 머리를 흔드는 전통을 지니고 있다.

### 시크교
시크교에서 케시(Kesh)란 머리카락을 자연스럽게 기르는 행위를 뜻하며, 긴 머리카락은 사트구루(성인)의 명령(hukam)으로 여겨진다.

## 같이 보기
- 그루밍
- 고다이바 부인
- 라푼젤